# Усцикувець
Усцикувець (пол. Uścikówiec) — село в Польщі, у гміні Оборники Оборницького повіту Великопольського воєводства.
Населення — 145 осіб (2011).

## Демографія
Демографічна структура станом на 31 березня 2011 року:
|          | Загалом | Допрацездатний вік | Працездатний вік | Постпрацездатний вік |
| -------- | ------- | ------------------ | ---------------- | -------------------- |
| Чоловіки | 74      | 19                 | 51               | 4                    |
| Жінки    | 71      | 16                 | 45               | 10                   |
| Разом    | 145     | 35                 | 96               | 14                   |